# 옥천 전씨
옥천 전씨(沃川全氏)는 충청북도 옥천군을 본관으로 하는 한국의 성씨이다.
도시조는 백제 십제공신 전섭(全聶)이다. 전섭(全聶)의 27세손 전유(全侑)가 고려 충숙왕 때 봉익대부(奉翊大夫)‧밀직부사(密直府使)‧판도판서(版圖判書)‧상호군(上護軍) 등을 지냈고, 관성군(管城君)에 봉해졌다.

## 기원
도시조(都始祖) 전섭(全聶)은 기원전 18년 고구려 동명왕(東明王)의 셋째 아들 온조(溫祚)가 백제를 건국할 때 마려(馬藜), 오간(烏干), 곽충(郭忠), 한세기(韓世奇) 등 9사람과 함께 백제 개국의 공을 세우고, 백제 십제공신(十濟功臣)으로 환성군(歡城君)에 봉해졌다. 전씨(全氏)는 도시조인 전섭으로부터 18본이 분적되었다.

## 역사
옥천 전씨(沃川全氏)의 시조 전유(全侑)는 도시조 전섭(全聶)의 27세손이다. 고려 충숙왕 때 봉익대부(奉翊大夫)‧밀직부사(密直府使)‧판도판서(版圖判書)‧상호군(上護軍) 등을 지냈고, 관성군(管城君：옥천의 옛 지명)에 봉해졌다.

## 인물
- 전희철(全希哲) : 단종 때 벼슬이 상장군에 올랐으나 단종이 수양대군에게 왕위를 빼앗기자 관직을 버리고 낙향, 임종 때 아들에게 1년에 한번씩 영월에 찾아가 단종능에 참배하도록 당부했다.
- 전팽령(全彭齡) : 1504년(연산군 10)에 사마시에 합격하여 생원이 되고, 1524년(중종 19)에 별시문과에 병과로 급제하였다. 형조와 공조의 좌랑과 정랑을 역임한 뒤, 이어서 사도시첨정(司䆃寺僉正)·성균관사성·통례원우통례·평안평사·단천군수, 삼척과 밀양의 부사를 역임하였다.  1550년(명종 5)에 상주목사로 나가 청렴한 치정을 하여 청백리의 별칭인 염근(廉謹)에 선발되어 통정(通政)에 특승되었다. 1559년에 가선(嘉善)에 승직, 부호군이 되었다.
- 전승업(全承業) : 선조2년(1568년) 증광초시에 장원하고 선조5년에 또 급제하였으며,천거에도 관직을 사양하고 1584년(선조17) 중봉 조헌과 교류 도의를 강론한다. 당시 상황에 우려를 표하고 1592년4월 임진왜란이 일어나자 중봉을 의병장으로 추대하고 창의(倡義)하여 병참(兵站)도움을 주며 첫 전투인 보은 차령에서 적의예봉을 꺾어 승리하고,의병과승병으로 청주전투를 승리로 이끌었다.또한 금산성 전투에서 순절 전몰(殉節 全歿)한 열사들의 무덤700의총 조성과 의병장 조헌의 시신을 수습하고 상소등 잡저를모아 중봉 조헌의 유고집을 등사한 인물이다. 1615년(광해군7) 장령(掌令)으로 증직되었다.
- 전식(全湜) : 1589년 진사가 되고 1592년 임진왜란 때 의병을 모아 왜적을 죽이고, 연원도 찰방이 되었다. 1603년 문과에 급제, 병조참지를 거쳐 이조참의, 대사간에 올랐으며, 1642년 지중추부사, 동지경연사, 동지춘추관사에 이르렀다.
- 전명룡(全命龍)은 조선 인조 때의 인물로서 1627년 문과에 급제, 여러 벼슬을 거쳐 대사헌에 올랐다. 옥천의 봉양서원, 영주의 방산사(方山祠)에 제향된다.
- 전익희(全益禧) : 1624년 문과에 급제, 정언(正言)을 거쳐 1641년 지평(持平)을 역임, 선산부사로서 선정을 베풀었다.
- 전극항(全克恒) : 1624년 문과에 급제, 운문관 검열(芸文館 檢閱)을 거쳐 예조정랑에 올랐으며 병자호란 때 순절했다.

## 과거 급제자
옥천 전씨는 조선시대 문과 급제자 7명, 무과 급제자 20명을 배출하였다.
문과
전극항(全克恒) 전명룡(全命龍) 전석교(全錫喬) 전식(全湜) 전익희(全益禧)
전팽령(全彭齡) 전팽수(全彭壽)
무과
전대민(全大民) 전덕취(全德就) 전덕행(全德行) 전동필(全東弼) 전룡(全龍)
전만재(全萬載) 전몽상(全夢相) 전백(全白) 전상업(全尙業) 전승원(全承元)
전유달(全有達) 전유채(全有采) 전윤도(全允道) 전의원(全義元) 전이관(全以寬)
전일성(全日省) 전진명(全鎭明) 전취순(全取淳) 전치도(全致道) 전치정(全致禎)
생원시
전경희(全敬熙) 전계선(全繼善) 전구(全球) 전규병(全奎炳) 전명룡(全命龍)
전명직(全命稷) 전서봉(全瑞鳳) 전수산(全壽山) 전유익(全有翼) 전유흠(全有欽)
전응방(全應房) 전일흠(全一欽) 전종황(全宗璜) 전초벽(全楚璧) 전필기(全必錡)
전효승(全孝承)
진사시
전경(全烱) 전계선(全繼善) 전구(全球) 전극념(全克恬) 전극항(全克恒)
전성천(全聖天) 전식(全湜) 전용암(全龍巖) 전유장(全有章)
역과
전대식(全大植)

## 인구
- 1985년 8,981가구 37,380명
- 2000년 13,556가구 43,920명
- 2015년 47,681명

## 같이 보기
- 정선 전씨
- 천안 전씨
- 나주 전씨
- 완산 전씨